# Coupe des clubs champions européens de handball 1988-1989
Navigation
Coupe des clubs champions 1987-1988 Coupe des clubs champions 1989-1990
La saison 1988-1989 de la Coupe des clubs champions européens de handball est la 29e édition de la compétition. Organisée par l'IHF, elle met aux prises 28 clubs européens.
Le vainqueur est le club soviétique du SKA Minsk qui remporte le sacre européen pour la deuxième fois ux dépens des Roumains du Steaua Bucarest. À noter que le CSKA Moscou, tenant du titre, n'a pas participé à la compétition, puisque l'URSS était représentée par le SKA Minsk, champion d'URSS.

## Présentation
Quatre des vingt-huit clubs qualifiés sont directement qualifiés pour les huitièmes de finale, en lien avec l'édition précédente :
| Huitièmes de finale (4) | Huitièmes de finale (4) |
| --- | --- |
| - VfL Gummersbach : Champion d'Allemagne de l'Ouest - FC Barcelone : Champion d'Espagne | - SKA Minsk : Champion d'URSS - Metaloplastika Šabac : Champion de Yougoslavie |
| Tour préliminaire (24) | |
| - SC Magdebourg : Champion d'Allemagne de l'Est - ATSE Waagner Biro Graz: Champion d'Autriche - Sporting Neerpelt : Champion de Belgique 1988 - KN Anthoupolis : Champion de Chypre - Kolding IF Håndbold : Champion du Danemark - BK-46 Karis : Champion de Finlande - USAM Nîmes : Champion de France 1988 - HB Liverpool : Champion de Grande-Bretagne - AS Fílippos Véria : Champion de Grèce - Kyndil Torshavn : Champion des Îles Féroé - Valur Reykjavik : Champion d'Islande - Hapoël Rishon LeZion : Champion d'Israël | - CC Ortigia Siracusa : Champion d'Italie - HB Eschois Fola : Champion du Luxembourg - Rába ETO Győr : Champion de Hongrie - IF Urædd Porsgrunn : Champion de Norvège - Blauw-Wit Neerbeek : Champion des Pays-Bas - Wybrzeże Gdańsk : Champion de Pologne - ABC Braga : Champion du Portugal - Steaua Bucarest : Champion de Roumanie - HK Drott Halmstad : Champion de Suède - ZMC Amicitia : Champion de Suisse - Dukla Prague : Champion de Tchécoslovaquie - Halkbank Ankara : Champion de Turquie |

## Résultats

### Tour préliminaire
Les résultats du premier tour sont :
| Équipe                 | Aller   | Total   | Retour  | Équipe             |
| ---------------------- | ------- | ------- | ------- | ------------------ |
| Dukla Prague           | 30 – 16 | 70 – 30 | 40 – 14 | HB Eschois Fola    |
| Wybrzeże Gdańsk        | 22 – 16 | 50 – 39 | 28 – 23 | IF Urædd Porsgrunn |
| ATSE Waagner Biro Graz | 17 – 25 | 33 – 47 | 16 – 22 | SC Magdebourg      |
| USAM Nîmes             | 27 – 21 | 42 – 39 | 15 – 18 | ABC Braga          |
| Kyndil Torshavn        | 16 – 27 | 33 – 51 | 17 – 24 | Valur Reykjavik    |
| ZMC Amicitia           | 25 – 19 | 44 – 39 | 19 – 20 | Sporting Neerpelt  |
| Rába ETO Győr          | 26 – 12 | 42 – 35 | 26 – 23 | Blauw-Wit Neerbeek |
| HK Drott Halmstad      | 32 – 16 | 54 – 38 | 22 – 22 | BK-46 Karis        |
| Hapoël Rishon LeZion   | 28 – 23 | 47 – 48 | 19 – 25 | AS Fílippos Véria  |
| Kolding IF Håndbold    | 32 – 12 | 62 – 24 | 30 – 12 | HB Liverpool       |
| Steaua Bucarest        | 40 – 19 | 68 – 42 | 28 – 23 | Halkbank Ankara    |
| CC Ortigia Siracusa    | –       | forfait | –       | KN Anthoupolis     |

### Huitièmes de finale
Les huitièmes de finale sont disputés les 10-11 (aller) et 17-18 décembre 1988 (retour). Les résultats sont :
| Équipe              | Aller   | Total    | Retour  | Équipe               |
| ------------------- | ------- | -------- | ------- | -------------------- |
| Dukla Prague        | 31 – 19 | 56 – 44  | 25 – 25 | Wybrzeże Gdańsk      |
| SKA Minsk           | 30– 21  | 55 – 43  | 25 – 22 | Metaloplastika Šabac |
| VfL Gummersbach     | 17 – 15 | 32 – 35  | 15 – 20 | FC Barcelone         |
| SC Magdebourg       | 23 – 13 | 48 – 38  | 25 – 25 | USAM Nîmes           |
| ZMC Amicitia        | 16 – 15 | 38 – 40  | 22 – 25 | Valur Reykjavik      |
| HK Drott Halmstad   | 23 – 18 | 45 – 41  | 22 – 23 | Rába ETO Győr        |
| Kolding IF Håndbold | 21 – 25 | 42 – 53  | 21 – 28 | Steaua Bucarest      |
| CC Ortigia Siracusa | 25 – 19 | 48E – 48 | 23 – 29 | AS Fílippos Véria    |

E Qualifié selon la règle du nombre de buts marqués à l'extérieur.

### Tableau final
| \| Prague Reykjavík Bucarest Magdebourg Barcelone Minsk Halmstad Siracuse \| Localisation des équipes en phase finale. |
| Prague Reykjavík Bucarest Magdebourg Barcelone Minsk Halmstad Siracuse                                                 |

|  | Quarts de finale    | Quarts de finale    | Quarts de finale | Quarts de finale |                   |                   | Demi-finales | Demi-finales | Demi-finales | Demi-finales |  |  | Finale | Finale | Finale | Finale |
|  |                     |                     |                  |                  |                   |                   |              |              |              |              |  |  |        |        |        |        |
|  |                     |                     |                  |                  |                   |                   |              |              |              |              |  |  |        |        |        |        |
|  |                     |                     |                  |                  |                   |                   |              |              |              |              |  |  |        |        |        |        |
|  | SKA Minsk           | SKA Minsk           | 32               | 30               |                   |                   |              |              |              |              |  |  |        |        |        |        |
|  | SKA Minsk           | SKA Minsk           | 32               | 30               |                   |                   |              |              |              |              |  |  |        |        |        |        |
|  | Dukla Prague        | Dukla Prague        | 19               | 23               |                   |                   |              |              |              |              |  |  |        |        |        |        |
|  | Dukla Prague        | Dukla Prague        | 19               | 23               | SC Magdebourg     | SC Magdebourg     | 26           | 20           |              |              |  |  |        |        |        |        |
|  |                     |                     |                  |                  | SC Magdebourg     | SC Magdebourg     | 26           | 20           |              |              |  |  |        |        |        |        |
|  |                     |                     | SKA Minsk        | SKA Minsk        | 25                | 30                |              |              |              |              |  |  |        |        |        |        |
|  | Valur Reykjavík     | Valur Reykjavík     | SKA Minsk        | SKA Minsk        | 25                | 30                | 22           | 15           |              |              |  |  |        |        |        |        |
|  | Valur Reykjavík     | Valur Reykjavík     |                  |                  |                   |                   |              | 15           |              |              |  |  |        |        |        |        |
|  | SC Magdebourg E     | SC Magdebourg E     | 16               | 21               |                   |                   |              |              |              |              |  |  |        |        |        |        |
|  | SC Magdebourg E     | SC Magdebourg E     | 16               | 21               | Steaua Bucarest   | Steaua Bucarest   | 30           | 23           |              |              |  |  |        |        |        |        |
|  |                     |                     |                  |                  | Steaua Bucarest   | Steaua Bucarest   | 30           | 23           |              |              |  |  |        |        |        |        |
|  |                     |                     | SKA Minsk        | SKA Minsk        | 24                | 37                |              |              |              |              |  |  |        |        |        |        |
|  | HK Drott Halmstad   | HK Drott Halmstad   | SKA Minsk        | SKA Minsk        | 24                | 37                | 22           | 26           |              |              |  |  |        |        |        |        |
|  | HK Drott Halmstad   | HK Drott Halmstad   |                  |                  |                   |                   |              |              |              |              |  |  |        |        |        |        |
|  | FC Barcelone        | FC Barcelone        | 20               | 24               |                   |                   |              |              |              |              |  |  |        |        |        |        |
|  | FC Barcelone        | FC Barcelone        | 20               | 24               | HK Drott Halmstad | HK Drott Halmstad | 23           | 22           |              |              |  |  |        |        |        |        |
|  |                     |                     |                  |                  | HK Drott Halmstad | HK Drott Halmstad | 23           | 22           |              |              |  |  |        |        |        |        |
|  |                     |                     | Steaua Bucarest  | Steaua Bucarest  | 24                | 29                |              |              |              |              |  |  |        |        |        |        |
|  | CC Ortigia Siracusa | CC Ortigia Siracusa | Steaua Bucarest  | Steaua Bucarest  | 24                | 29                | 22           | 21           |              |              |  |  |        |        |        |        |
|  | CC Ortigia Siracusa | CC Ortigia Siracusa |                  |                  |                   |                   |              | 21           |              |              |  |  |        |        |        |        |
|  | Steaua Bucarest     | Steaua Bucarest     | 26               | 27               |                   |                   |              |              |              |              |  |  |        |        |        |        |
|  | Steaua Bucarest     | Steaua Bucarest     | 26               | 27               |                   |                   |              |              |              |              |  |  |        |        |        |        |
|  |                     |                     |                  |                  |                   |                   |              |              |              |              |  |  |        |        |        |        |

### Quarts de finale
Les résultats des quarts de finale sont :
| Équipe              | Aller   | Total    | Retour  | Équipe          |
| ------------------- | ------- | -------- | ------- | --------------- |
| SKA Minsk           | 32 – 19 | 62 – 42  | 30 – 23 | Dukla Prague    |
| Valur Reykjavík     | 22 – 16 | 37 – 37E | 15 – 21 | SC Magdebourg   |
| HK Drott Halmstad   | 22 – 20 | 48 – 44  | 26 – 24 | FC Barcelone    |
| CC Ortigia Siracusa | 22 – 26 | 43 – 53  | 21 – 27 | Steaua Bucarest |

E Qualifié selon la règle du nombre de buts marqués à l'extérieur.

### Demi-finales
Les résultats des demi-finales sont :
| Équipe            | Aller   | Total   | Retour  | Équipe          |
| ----------------- | ------- | ------- | ------- | --------------- |
| SC Magdebourg     | 26 – 25 | 46 – 55 | 20 – 30 | SKA Minsk       |
| HK Drott Halmstad | 23 – 24 | 45 – 53 | 22 – 29 | Steaua Bucarest |

### Finale
La finale s'est déroulée en matchs aller-retour et a vu le SKA Minsk remporter son deuxième titre après celui remporté deux ans plus tôt en 1987.
| Club            | Aller   | Total   | Retour  | Club      |
| --------------- | ------- | ------- | ------- | --------- |
| Steaua Bucarest | 30 – 24 | 53 – 61 | 23 – 37 | SKA Minsk |

La finale aller, disputée le 7 mai 1989 au Palais de la culture et des sports de Bucarest devant 6 000 spectateurs, a vu le Steaua Bucarest s'imposer 30 à 24 (mi-temps 17-9) face au SKA Minsk :
- Steaua Bucarest (30) : Vasile Tudor, Adrian Simion (GdB) – Marian Dumitru (10), Vasile Stîngă (6), Adrian Ghimeş (5), Dumitru Berbece (4/3), Cătălin Cicu (3), Marian Mirică (2), Adrian Ștot, Virgil Nicolae, Aurel Stîngă, Cristian Ionescu. Entraîneurs : Radu Voina et Ștefan Birtalan.
- SKA Minsk (24) : Anatoli Galouza (de), Andreï Minevski (de) (GdB) – Alexandre Toutchkine (6), Mikhaïl Iakimovitch (5/1), Alexandre Karchakevitch (4), Georgi Sviridenko (de) (3), Constantine Charovarov (de) (2), Iouri Chevtsov (2), Andreï Parachtchenko (2), Alexandre Moseikin, Alexandre Malinouski, Vassili Sinkevitch. Entraîneur : Spartak Mironovitch.

La finale retour, disputée le 21 mai 1989 dans la Palais des sports à Minsk devant 4 500 spectateurs, a vu le SKA Minsk s'imposer 37 à 23 (mi-temps 16-11) face au Steaua Bucarest :
- SKA Minsk (37) : Anatoli Galouza (de), Andreï Minevski (de) (GdB) – Alexandre Toutchkine (12/1), Mikhaïl Iakimovitch (7), Constantine Charovarov (de) (7), Iouri Chevtsov (4), Georgi Sviridenko (de) (4), Alexandre Malinouski (3), Alexandre Karchakevitch, Alexandre Moseikin, Iouri Karpouk, Vassili Sinkevitch. Entraîneur : Spartak Mironovitch.
- Steaua Bucarest (23) : Vasile Tudor, Adrian Simion (GdB) – Marian Dumitru (14), Vasile Stîngă (4), Adrian Ghimeş (2), Dumitru Berbece (2/2), Cătălin Cicu (1), Marian Mirică, Adrian Ștot, Virgil Nicolae, Aurel Stîngă, Cristian Ionescu. Entraîneurs : Radu Voina et Ștefan Birtalan.

## Le champion d'Europe
| Champion d'Europe IHF Coupe des clubs champions 1988-1989 SKA Minsk 2e titre |